# Satureja boissieri
Satureja boissieri là một loài thực vật có hoa trong họ Hoa môi. Loài này được Hausskn. ex Boiss. miêu tả khoa học đầu tiên năm 1879.